# Caroline Elias
Caroline Elias (* 1965 in Marburg) ist eine deutsch-französische Journalistin, Filmproduzentin und Dolmetscherin.

## Leben
Caroline Elias studierte Literaturwissenschaft und Politologie an der Pariser Sorbonne und am Institut d’études politiques de Paris. Volontariatszeit bei Sender Freies Berlin, France Culture und Cahiers du cinéma. Gasthörerschaft in der Humboldt-Universität zu Berlin, Interkulturelle Fachkommunikation. Seither arbeitet sie als freie Fernsehredakteurin und Journalistin u. a. für ORB, ARTE, Radio Canada (TV). Gelegentlich publiziert sie Glossen zum deutsch-französischen Alltag, z. B. in La Gazette de Berlin.
2000–2007 vertritt Elias als Marketing Manager die Arbeitsgemeinschaft Dokumentarfilm / german documentaries auf internationalen AV-Märkten. Sie ist regelmäßig Lehrbeauftragte für Filmwirtschaft und Filmkultur Frankreichs u. a. an der Hochschule für Film und Fernsehen Potsdam, am Potsdamer Studiengang Europäische Medienwissenschaft sowie der Humboldt-Universität zu Berlin.
Als Gründungsmitglied der Deutsch-französischen Filmakademie berät sie Politiker und Bildungsplaner beider Länder in Fragen der Medienwirtschaft, z. B. bei der Novelle des deutschen Filmfördergesetzes (2004), dem deutsch-französischen Koproduktionsabkommen (2001) und der Ausrichtung der Masterclass für junge europäische Filmproduzenten (2000), außerdem Programmberaterin für Festivals wie die Französischen Filmtage Tübingen (2003,'05,'06) und das Djerba International TV-Festival (Tunesien, 2006), daneben Gastdozentin und -vorträge in Deutschland und den USA.
Seit 1997 ist Elias Mitarbeiterin der Berlinale (heute als Dolmetscherin).

## Schriften
- Parlez-vous cinéma? Als Dolmetscherin beim Film – Aufsatz, MDÜ, Fachzeitschrift für Dolmetscher und Übersetzer. Berlin: Bundesverband der Dolmetscher und Übersetzer (BDÜ), 2008
- Les paquets mystérieux / Die geheimnisvollen Pakete (Französischlernkrimi). Langenscheidt 2011. ISBN 978-3-468-20658-0

## Preise/Nominierungen
- Nominierung für den Ernst-Schneider-Preis für Wirtschaftsjournalismus für den Film Die neuen Herren von Babelsberg – Was wird aus dem Filmstudio? (mit Patrick Boitet), 1993.
- Ausführende (Ko-)Produzentin u. a. von Allemagne, terrain vague, Regie: Boris Breckoff, 90 Min., HD und Super 8/DigiBETA; Festivalteilnahmen: Festival International du Film Documentaire Marseille (FIDMarseille), Prix Premiers beim Festival 2003; Trieste Film Festival 2005, lobende Erwähnung der Jury.
- Deutsch-französischer Journalistenpreis (im Team) für den Thementag zum 20. Jubiläum des Falls der Berliner Mauer des französischen Hörfunks, „Radio France fait le mur“[1], 2010
- Anfang 2011 wurde sie in den Vorstand der Arbeitsgemeinschaft Dokumentarfilm (AG Dok) gewählt.